# Bordsplacering

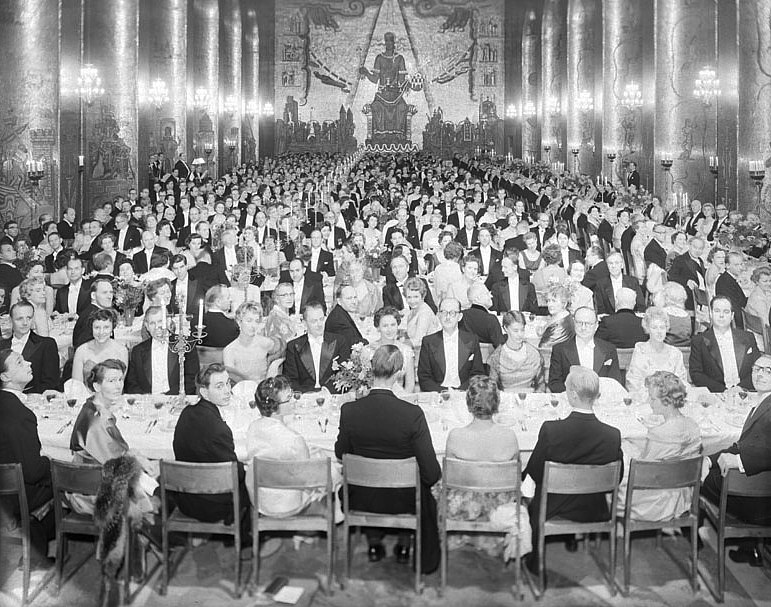
Nobelbankett 1958 med placering ordnad i par.

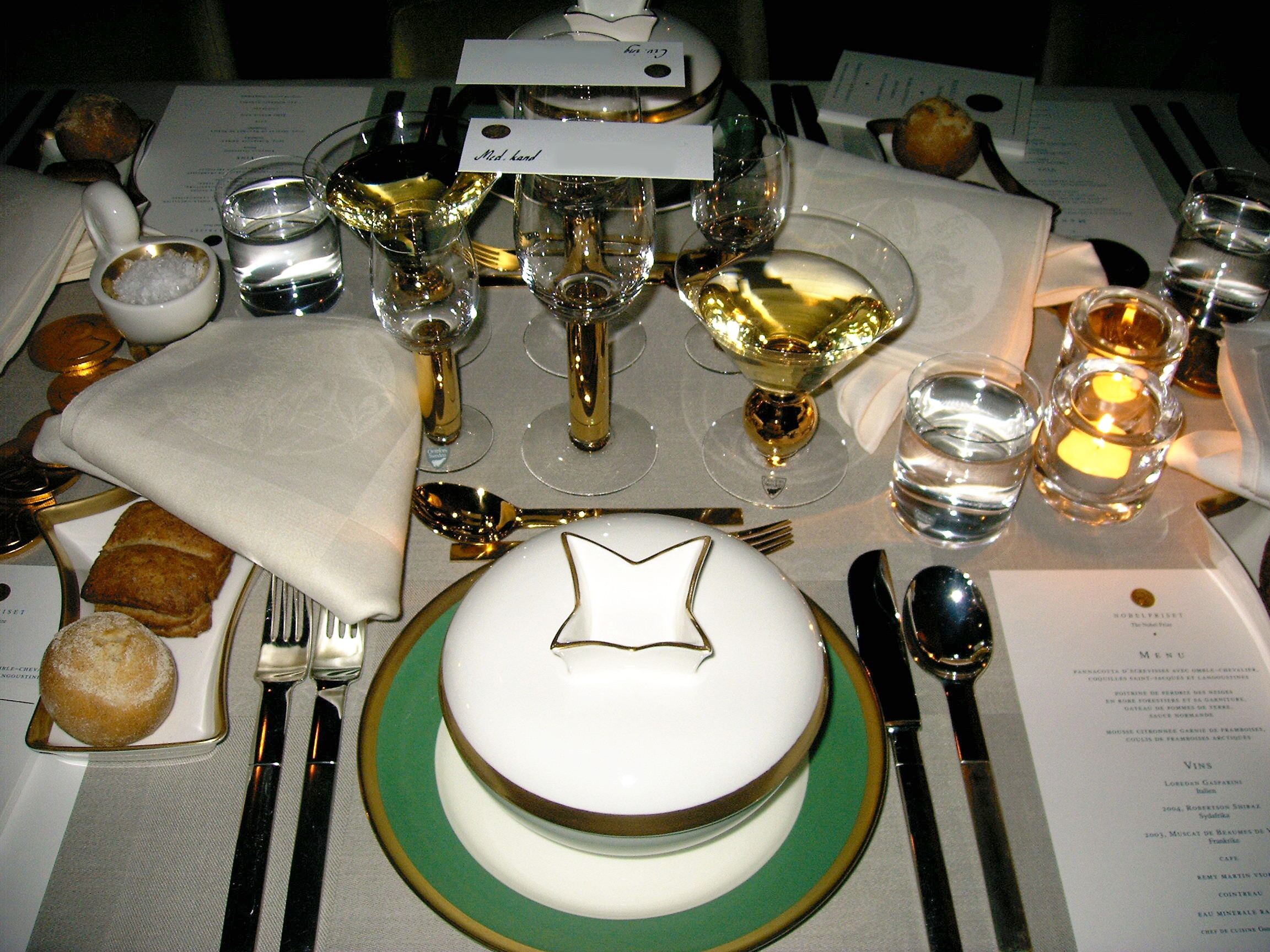
Nobeldukning med (anonymiserat) placeringskort på glaset.

Bordsplacering innebär att gästerna vid en middag ges bestämda platser, markerade genom placeringskort eller placeringslista. De viktigaste gästerna ges plats vid honnörsbordet. Placeringen utgörs traditionellt av för tillfället sammansatta par, en bordskavaljer och en bordsdam.
Etikettregler vid formella tillställningar föreskriver att bordsplacering görs enligt rangordning, men även då finns utrymme för att variera placeringen för att skapa en grund för goda samtal och stämning vid bordet. Vid mer informella fester används ibland bordsplacering för att införa viss högtidlighet och ordning.